# Soundgarden

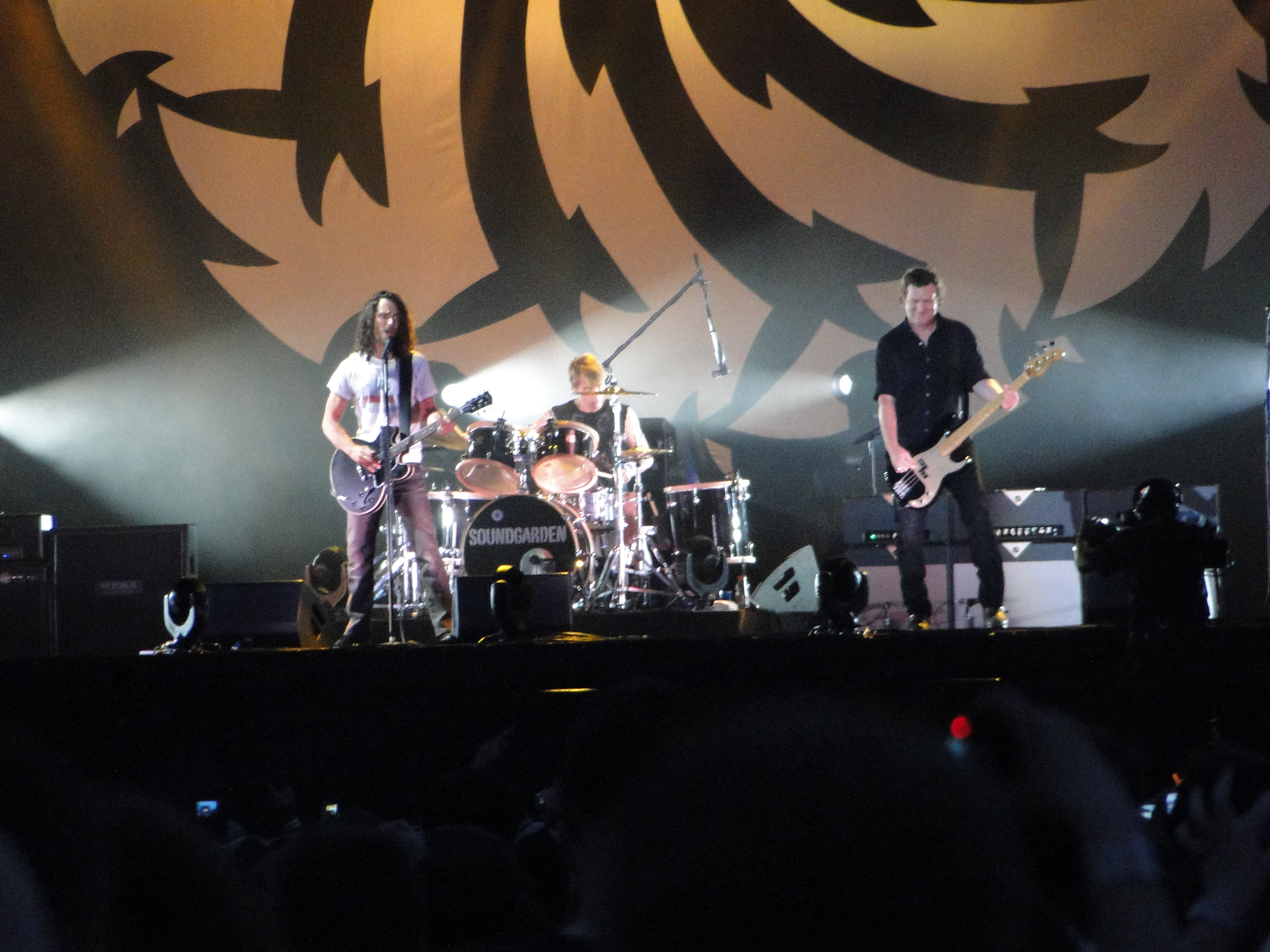
Soundgarden 2010

Soundgarden is een voormalige Amerikaanse rockband uit Seattle die in 1984 werd opgericht door zanger en drummer Chris Cornell, gitarist Kim Thayil en bassist Hiro Yamamoto. Matt Cameron werd de bands vaste drummer in 1986 en bassist Ben Shepherd werd in 1990 de definitieve vervanger van Yamamoto. Op 18 mei 2017 werd bekend dat zanger Chris Cornell op 52-jarige leeftijd in Detroit is overleden. Persbureau AP meldde dat het management het overlijden 'plotseling en onverwacht' heeft genoemd.
Soundgarden was een van de oorspronkelijke bands die 'grunge' creëerden, een vorm van alternatieve rock die ontstaan is in Seattle. Hoewel de band jaren eerder begon en vergeleken met hun tijdgenoten meer gelijkenissen heeft met bands als Black Sabbath en Led Zeppelin, wordt de band beschouwd als een van de grote vier grungebands van de jaren negentig, samen met Alice in Chains, Nirvana en Pearl Jam. Soundgarden was een van de vele grungebands die onder contract stonden bij het indie-label Sub Pop en was de eerste grungeband die tekende bij een grote platenmaatschappij (A&M Records in 1988). De band werd echter pas commercieel succesvol nadat grunge aan het begin van de jaren negentig populair werd gemaakt door met name Nirvana en Pearl Jam.
Soundgardens grootste succes was het album Superunknown uit 1994, waarvan de singles "Black Hole Sun" en "Spoonman" beiden bekroond werden met een Grammy Award. In 1997 ging de groep uit elkaar vanwege artistieke meningsverschillen. De bandleden hielden zich enkele jaren met andere projecten bezig tot zij herenigden in 2010. Twee jaar later werd de reünie bezegeld met het uitbrengen van King Animal, de bands zesde studioalbum.
Wereldwijd heeft Soundgarden meer dan twintig miljoen platen verkocht, waarvan zo'n acht miljoen in de Verenigde Staten.

## Geschiedenis

### Oprichting en eerste platen (1984-1988)
Soundgardens roots liggen in een coverband genaamd de Shemps. Begin jaren tachtig traden bassist Hiro Yamamoto en zanger en drummer Chris Cornell met deze band op in Seattle en omstreken. Nadat Yamamoto de Shemps verliet sloot gitarist Kim Thayil zich als vervanger bij de band aan. Thayil was vanuit Park Forest naar Seattle verhuisd met Yamamoto en Bruce Pavitt, die later het indie-label Sub Pop zou oprichten. Cornell en Yamamoto waren kamergenoten toen de Shemps in 1984 uit elkaar gingen. Met het plan om een eigen band op te richten, kozen ze na enkele jamsessies met verschillende gitaristen voor Thayil als leadgitarist.

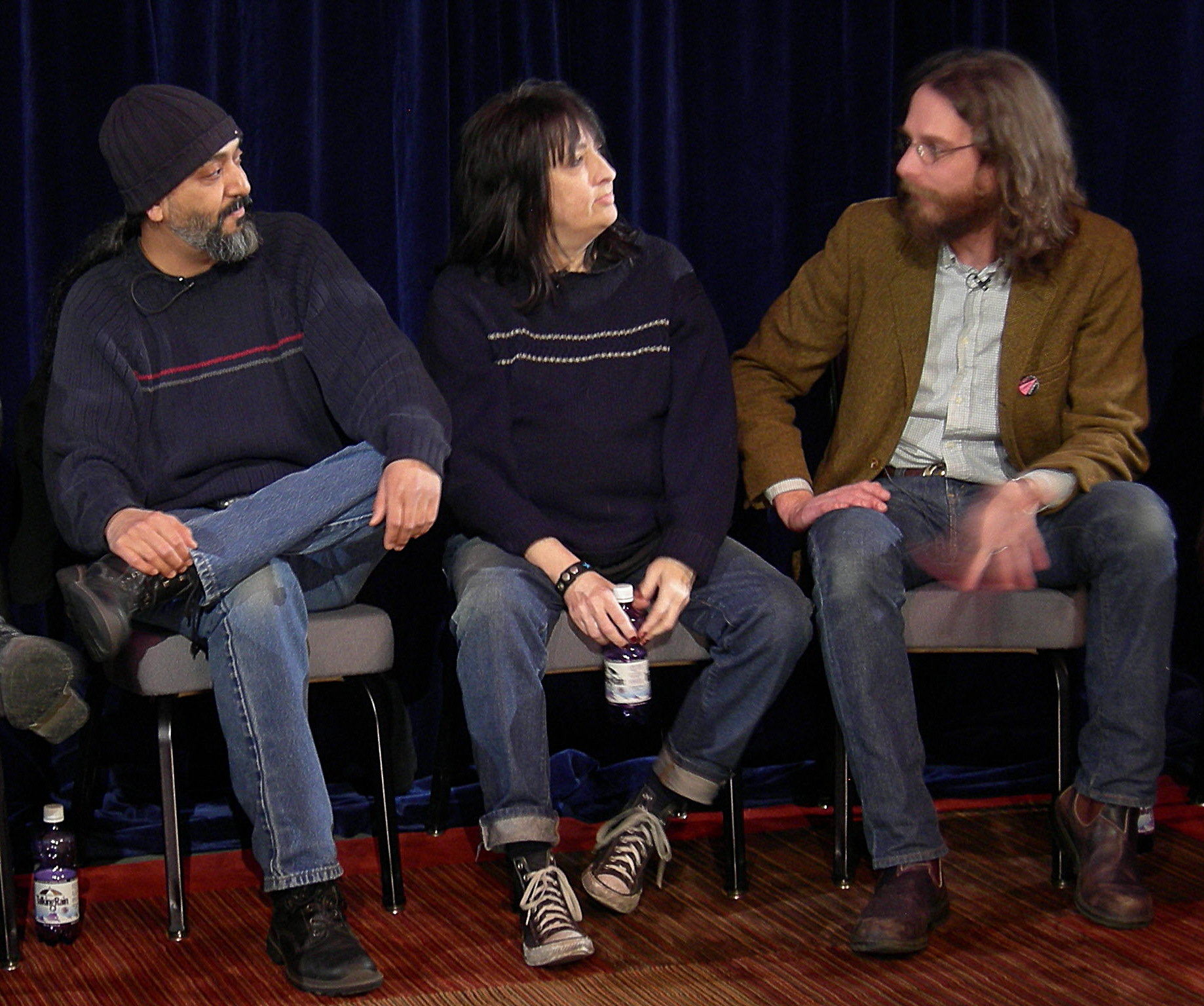
Gitarist Kim Thayil (links) met Kim Warnick van de Fastbacks en Steve Turner van Mudhoney in februari 2007.

Soundgarden werd in 1984 opgericht door Cornell (zang en drums), Yamamoto (basgitaar) en Thayil (gitaar). De band vernoemde zich naar een kunstwerk in het Magnuson Park in Seattle getiteld A Sound Garden. Cornell was aanvankelijk zowel zanger als drummer, maar in 1985 sloot drummer Scott Sundquist zich aan bij de band, zodat Cornell zich volledig op de zang kon focussen. De band deed een jaar lang verschillende optredens in deze formatie. Hun eerste opnames waren drie nummers die verschenen op een compilatiealbum voor C/Z Records getiteld Deep Six (1986), waarop ook Green River, Skin Yard, Malfunkshun, The U-Men en de Melvins te horen zijn. In 1986 verliet Sundquist de band om meer tijd met zijn familie door te kunnen brengen en werd vervangen door Matt Cameron, de drummer van Skin Yard.
Diskjockey Jonathan Poneman van radiozender KCMU was na een optreden zodanig onder de indruk van de band dat hij Soundgarden financieel wilde ondersteunen. Thayil bracht hem in contact met Bruce Pavitt, waarna Poneman 20.000 dollar doneerde aan Pavitts beginnend label Sub Pop, zodat Soundgarden hierop hun eerste single "Hunted Down" kon uitbrengen in 1987.
Soundgarden tekende een platencontract met Sub Pop en bracht de ep's Screaming Life (1987) en Fopp (1988) uit op het label. Een compilatie van beide kwam uit als Screaming Life/Fopp in 1990.

### Debuutalbum, contract bij A&M en botsing met achterban (1988-1990)
Hoewel Soundgarden de interesse had gewekt van grote platenmaatschappijen tekende de band in 1988 bij het kleine SST Records om op 31 oktober 1988 hun debuutalbum Ultramega OK uit te brengen. Het album is, volgens Steve Huey van Allmusic, een duistere plaat waarop Soundgarden hun 'Stooges/MC5-meets-Black Sabbath/Led Zeppelin-sound' demonstreert. De bands eerste videoclip "Flower" kende geregelde airplay op de Amerikaanse MTV. Ter ondersteuning van het album toerde de band door de VS in de lente van 1989 en stak het in mei van dat jaar voor het eerst de Atlantische Oceaan over voor een tournee in Europa. Soundgarden ontving een Grammy-nominatie voor Ultramega OK in 1990.
Na afloop van de tournee voor Ultramega OK tekende Soundgarden bij A&M Records, waardoor de band in botsing kwam met hun fans. Kim Thayil zei hierover: "In het begin lag onze achterban binnen de punkrock-scene. Zij keerden ons de rug toe omdat ze vonden dat we onze punk-waarden verloochenden door te tekenen bij A&M en te gaan toeren met Guns N' Roses. Er heersten bepaalde gewoontes en sociale waarden en men vond dat wij niet meer tot hun subcultuur behoorden." Soundgarden begon in december 1988 te werken aan hun eerste album bij A&M. Door interne strubbelingen kwam er binnen de band een kentering in de manier van nummers schrijven. Volgens Chris Cornell had Hiro Yamamoto zichzelf sociaal buitengesloten voor de rest van de band en liep het muzikale proces niet bepaald gestroomlijnd, waardoor Cornell zelf de meeste nummers schreef. Op 5 september 1989 kwam Soundgardens tweede album Louder Than Love uit, waarop de band "een stortvloed laat horen van trage, geslepen en ontstemde Led Zeppelin-/Black Sabbath-riffs vermengd met de jengelende zang van Cornell".
Een maand voor aanvang van de tournee voor Louder Than Love verliet Yamamoto de band om zijn opleiding weer op te pakken. Zijn plek werd ingenomen door Jason Everman, voormalig gitarist van Nirvana. De band toerde tussen december 1989 en maart 1990 door Noord-Amerika met Voivod en Faith No More. Ook Europa werd door de band aangedaan. Aan de participatie van Everman kwam direct na afloop van de tournee een einde, midden 1990. "Jason bleek gewoon niet goed uit te pakken," aldus Kim Thayil. Louder Than Love bracht de ep Loudest Love en de video Louder Than Live voort, beiden uit 1990.

### Permanente formatie en groeiende populariteit (1991-1993)

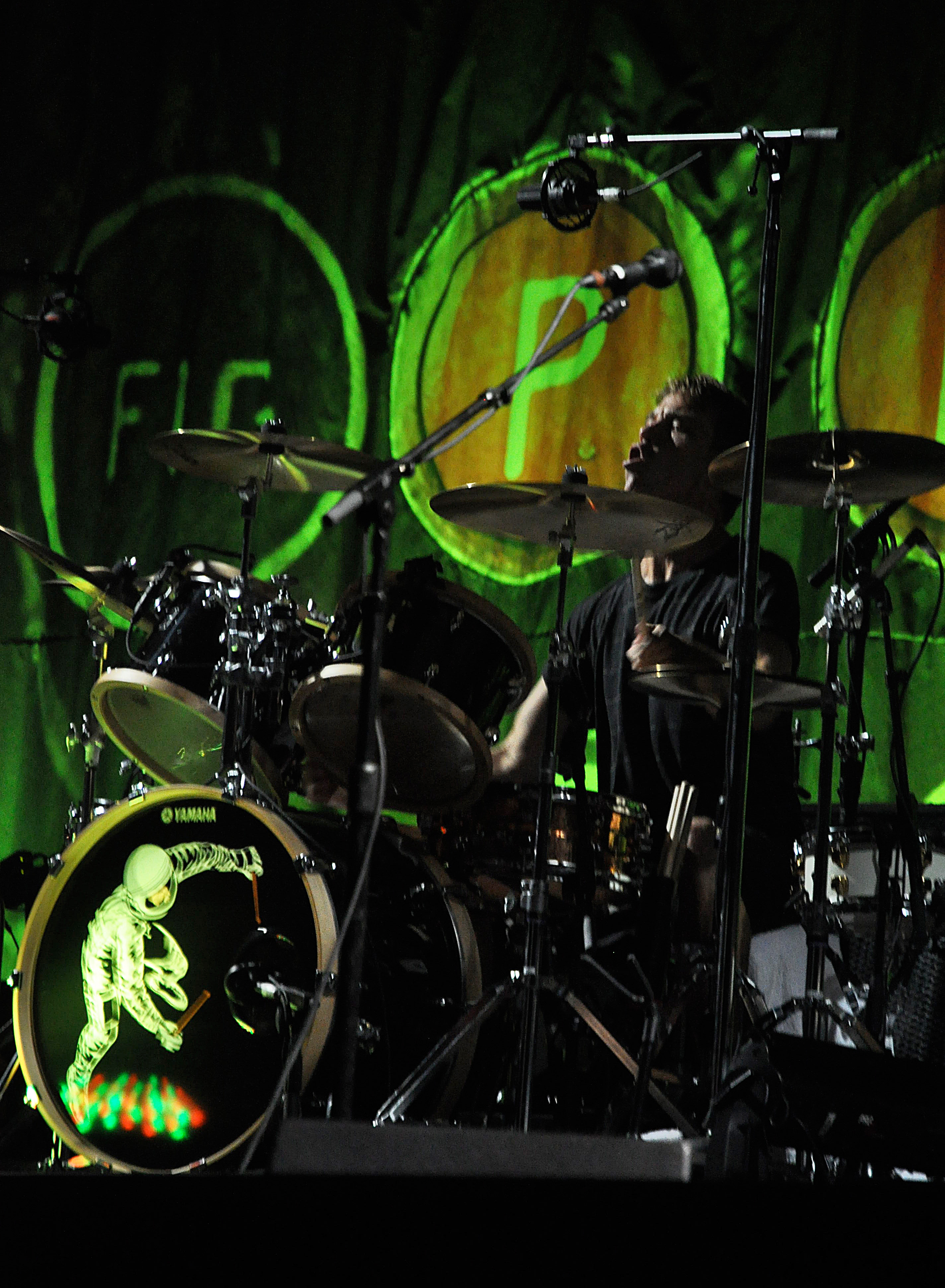
Drummer Matt Cameron tijdens een optreden met Pearl Jam in oktober 2009

Bassist Ben Shepherd werd de vervanger van Jason Everman en in de nieuwe formatie maakte Soundgarden in 1991 hun derde album. Chris Cornell omschreef Shepherds werkwijze tijdens de opnames als "fris en creatief" en alle bandleden zeiden dat zijn muzikale kennis en capaciteiten als songwriter de band herdefinieerde. Het resultaat, Badmotorfinger, kwam uit op 8 oktober 1991. Het album bestaat uit "zware, uitdagende hardrock en staat bol van beredeneerde sentimenten en complex samenspel". Hoewel Badmotorfinger overschaduwd werd door het onverwachte succes van Nirvana's Nevermind, groeide Soundgardens bekendheid met dank aan de door Nevermind getrokken aandacht op de grunge-scene van Seattle. Badmotorfinger werd genomineerd voor een Grammy Award voor 'Best Metal Performance' in 1992 en werd Soundgardens eerste platina-album.
In navolging van Badmotorfinger begon de band eind 1991 door Noord-Amerika te toeren met Guns N' Roses. Soundgarden was door Guns N' Roses persoonlijk geselecteerd als openingsband. In februari 1992 diende de band als openingsact voor Skid Row. Hierna werd een maand als hoofdact in Europa getoerd met Monster Magnet en Swervedriver. In mei sloot Soundgarden zich wederom aan bij Guns N' Roses om samen met Faith No More het voorprogramma voor hun Europese tournee te verzorgen. Over hun tijd als opener voor Guns N' Roses zei Cornell: "Het was niet bepaald leuk om iedere dag maar 35 minuten op te mogen voor 40.000 mensen. De meesten kenden onze nummers niet eens en gaven er ook niks om. Het was een bizar gebeuren." Eenmaal terug uit Europa stond Soundgarden in juli '92 op Lollapalooza, evenals onder meer de Red Hot Chili Peppers, Pearl Jam en Ministry. Naar aanleiding van het optreden op Lollapalooza werd de ep Satanoscillatemymetallicsonatas uitgebracht. Later werd de video Motorvision uitgebracht in 1992. De band maakte haar opwachting in de 'grungefilm' Singles (1992) met het nummer "Birth Ritual", dat net als Cornells solo-nummer "Seasons" op de soundtrack van die film verscheen.

### Doorbraak-album en mainstream-succes (1994-1995)
Na afloop van de tournee voor Badmotorfinger begon Soundgarden te werken aan hun vierde album. Volgens Chris Cornell gaven de bandleden elkaar meer vrijheid tijdens de opnames dan bij voorgaande albums. Kim Thayil liet optekenen dat de band vergeleken met eerdere platen veel meer tijd stak in de daadwerkelijke opnames. Superunknown kwam uit op 8 maart 1994. Het album betekende de doorbraak van de band, aangejaagd door de singles "Spoonman", "The Day I Tried to Live", "Black Hole Sun", "My Wave", en "Fell on Black Days". De nummers op Superunknown bezaten dezelfde creativiteit en intensiteit als de bands eerdere werken, terwijl de band tegelijkertijd hun nieuw ontwikkelde stijl introduceerde. Tekstmatig was het album nogal duister en mysterieus. Het album behandelt volgens velen thema's als drugsmisbruik, zelfmoord en depressiviteit. Volgens J.D. Considine van Rolling Stone vertoont Soundgarden op Superunknown "meer draagwijdte dan menig band in een hele carrière" en "biedt het een meer schrijnende uitbeelding van eenzaamheid en wanhoop dan heel In Utero". De videoclip van "Black Hole Sun" was een hit op MTV en won de MTV Video Music Award voor 'Best Metal/Hard Rock Video' in 1994. De band ontving in 1995 zowel een Grammy Award voor "Black Hole Sun" als voor "Spoonman". Superunknown werd tevens genomineerd voor de Grammy voor het beste rockalbum. Het album werd vijfmaal platina in de VS en is nog altijd Soundgardens meest succesvolle album.
De bands tournee begon in januari '94 in Oceanië en Japan, om in maart door te gaan in Europa en in mei door de VS te toeren. Eind 1994 stelden doktoren vast dat Cornell zijn stembanden ernstig geforceerd had, waardoor Soundgarden meerdere optredens moest afgelasten. Cornell: "Volgens mij hadden we het te bont gemaakt! We traden vijf, zes avonden per week op en dat heeft mijn stem nogal te verduren gehad. Richting het eind van de Amerikaanse tournee had ik het gevoel dat ik nog wel kon zingen, maar daarmee gaf ik de band niet echt een eerlijke kans. Je koopt geen kaartje om een of andere kerel twee uur lang te zien kwaken. Dat lijkt nogal op afzetterij." De band zou de afgelaste optredens in 1995 alsnog spelen. Superunknown bracht de ep Songs from the Superunknown en de cd-rom Alive in the Superunknown voort, beiden uit 1995.

### Interne conflicten en uiteenvallen van de band (1996-1997)
In navolging van de wereldtournee voor Superunknown begon de band te werken aan wat hun laatste album zou zijn. De band had besloten de productie zelf in handen te nemen. Naar verluidt ontstonden er tijdens de opnames spanningen tussen de bandleden, waarbij met name Kim Thayil en Chris Cornell gesteggeld zouden hebben over Cornells verlangen om afstand te nemen van de zware gitaarriffs waar de band bekend om stond. De bands vijfde album Down on the Upside kwam uit op 21 mei 1996. Het album was grotendeels minder heavy dan de bands eerdere albums en kenmerkte de afstand die Soundgarden nam van haar grunge-roots. Soundgarden verklaarde toentertijd dat het wou experimenten met een andere sound, door onder andere het gebruik van meer akoestische instrumenten. De algemene stemming op het album is minder grauw dan op voorgaande albums, met enkele nummers die volgens Cornell "zelfbevestigend" zijn. Van het album verschenen meerdere singles, waaronder "Pretty Noose", "Burden in My Hand", en "Blow Up the Outside World." "Pretty Noose" werd in 1997 genomineerd voor de Grammy Award voor 'Best Hard Rock Performance'. Ondanks gunstige recensies wist het album de verkoopcijfers van Superunknown niet te evenaren.
De band stond in 1996 op Lollapalooza om hierna te beginnen aan een wereldtournee, waarbij de reeds bestaande spanningen tussen de bandleden verergerden. Op de vraag of de band een hekel heeft aan toeren antwoordde Cornell: "We genieten er echt van, totdat het op een zeker moment vervelend wordt, doordat het iteratief wordt. Je hebt het gevoel dat fans betalen en van je verwachten dat je je nummers speelt alsof het de eerste keer is. Dat is het moment waarop we een hekel aan toeren krijgen." De frustraties kwamen tot een kookpunt tijdens het laatste concert van de tournee, op 9 februari 1997 in Honolulu, toen Ben Shepherd na problemen met zijn basgitaar het instrument door de lucht smeet en van het podium afrende. Op 9 april 1997 maakten de bandleden bekend dat ze uit elkaar gingen. Hierover zei Thayil: "Gezien de algemene stemming van iedereen het afgelopen halfjaar was het vrij duidelijk dat er enige ontevredenheid was." Matt Cameron zei later dat Soundgarden was "opgegeten door de muziekindustrie". Het laatste wat Soundgarden uitbracht was het greatest hits-album A-Sides op 4 november 1997.

### Na de splitsing (1998-2009)

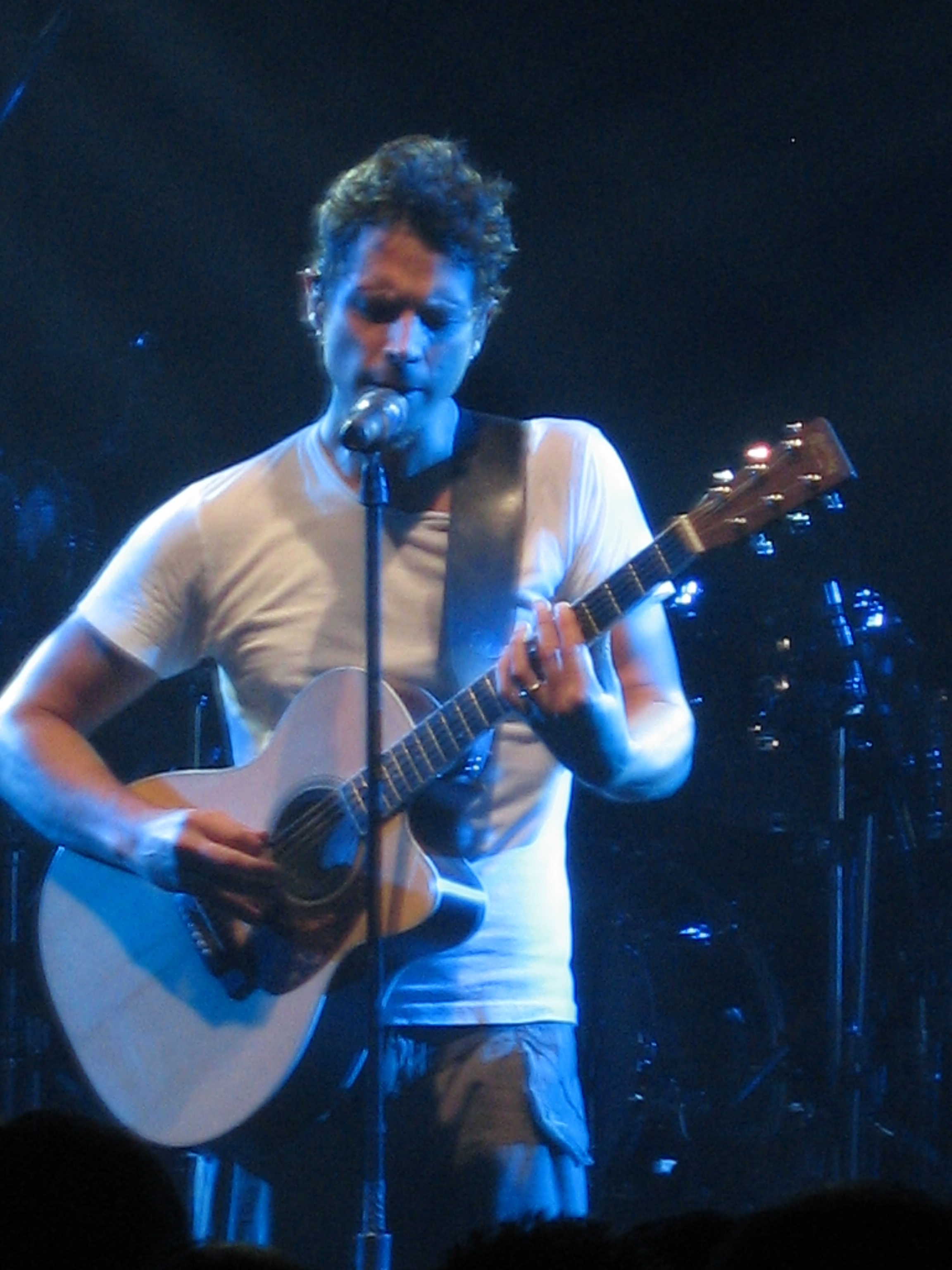
Frontman Chris Cornell in juli 2005 tijdens een optreden met Audioslave in Montreux

Chris Cornell bracht in september 1999 een soloalbum uit getiteld Euphoria Morning. In 2001 vormde hij met ex-leden van Rage Against the Machine de supergroep Audioslave, waarmee hij drie albums maakte: Audioslave (2002), Out of Exile (2005) en Revelations (2006). Begin 2007 verliet Cornell Audioslave waarmee een einde kwam aan die band. Zijn tweede soloalbum Carry On kwam uit in juni 2007 en zijn derde album Scream kwam uit in maart 2009.
Kim Thayil werkte samen met ex-Dead Kennedy's-zanger Jello Biafra, voormalig Nirvana-bassist Krist Novoselic en drummer Gina Mainwal voor een eenmalige show; ze traden op als No WTO Combo tijdens de protesten rond de WTO-ministerstop in Seattle op 1 december 1999. Later leverde Thayil enkele gitaartracks aan het album 999 Levels of Undo van Steve Fisk en aan Probot (2004), een project van Dave Grohl. In 2006 droeg Thayil bij aan het album Altar, de samenwerking tussen de bands Sunn O))) en Boris.
Matt Cameron ging zich aanvankelijk bezighouden met zijn band Wellwater Conspiracy, waaraan ook Ben Shepherd en Kim Thayil bijdrages leverden. Tevens werkte hij samen met de Smashing Pumpkins op hun album Adore uit 1998. Datzelfde jaar sloot hij zich aan bij de tournee van Pearl Jam om uiteindelijk de vaste drummer van die band te worden. Met Pearl Jam maakte hij vijf albums: Binaural (2000), Riot Act (2002), Pearl Jam (2006), Backspacer (2009) en Lightning Bolt (2016).
Ben Shepherd was zanger van Wellwater Conspiracy op hun debuutalbum Declaration of Conformity uit 1997, maar stapte in 1998 uit die band. Hij toerde met Mark Lanegan en fungeerde als bassist op twee van Lanegans albums: I'll Take Care of You (1999) en Field Songs (2001). Shepherd en Cameron hielpen Tony Iommi bij het maken van zijn album IOMMI (2000). Ook speelden Shepherd en Cameron in hun Soundgarden-tijd al samen in de band Hater, dat in 2005 hun tweede album getiteld The 2nd uitbracht.
Op 6 oktober 2009 waren alle leden van Soundgarden aanwezig op de derde avond van vier optredens van Pearl Jam in het Gibson Amphitheatre in Universal City. Tijdens de toegift speelden de leden voor het eerst sinds oktober 2003 weer in de formatie van Temple of the Dog. Na dit optreden, waarbij Chris Cornell samen met Eddie Vedder "Hunger Strike" zong, kwamen op internet de geruchten op gang dat Soundgarden weer bij elkaar zou komen.

### Reünie en uitvloeisels (2010 en later)
Op 1 januari 2010 kondigde Chris Cornell via zijn Twitter-pagina aan dat een reünie van Soundgarden zou gaan plaatsvinden. Al gauw na dit bericht werd een officiële Soundgarden-website gelanceerd.
Op 5 april 2010 werd bevestigd dat de band op 8 augustus 2010 op het Lollapalooza-festival in Chicago zal staan.
Op 16 april 2010 trad de band voor het eerst sinds 1997 weer op. Onder de naam 'Nudedragons', een anagram van Soundgarden, speelde de band in Seattle een anderhalf uur lange setlist. Tickets voor het optreden waren binnen vijftien minuten uitverkocht.
Soundgardens nieuwste compilatiealbum Telephantasm kwam uit op 28 september 2010 en werd bijgeleverd met de game Guitar Hero: Warriors of Rock. Het is voor het eerst dat een muziekalbum verkocht wordt in combinatie met een videogame. Het album werd vanaf 5 oktober apart verkrijgbaar in de winkel. Op het album en in de game verscheen het nooit eerder uitgebrachte "Black Rain", een nummer dat stamt uit de opname-periode van Badmotorfinger en nu de bands eerste single in dertien jaar is. Doordat Telephantasm samen met de Guitar Hero-game verkocht werd, ging het album op de eerste verkoopdag al meer dan een miljoen keer over de toonbanken en bereikte dus ook de platina-status. Een jaar later bracht de groep een livealbum uit met de titel Live on I-5.
In november 2012 kwam King Animal uit; het eerste studioalbum dat Soundgarden produceerde sinds ze uit elkaar vielen in 1997. Van het album verschenen drie singles: "Been Away to Long", "By Crooked Steps" en "Halfway There".

## Stijl en invloeden
Soundgarden was een pionier van het grunge-genre, dat elementen van punkrock en heavy metal vermengde tot een zompige, troebele sound. Hun sound tijdens de beginjaren van de grunge-scene in Seattle wordt omschreven als "knoestig neo-ledzeppelinisme". De invloeden van Led Zeppelin waren overduidelijk. Soundgarden was volgens Q Magazine "in de ban van jaren zeventig-rock, maar stond minachtend tegenover het alom aanwezige seksisme en machogedrag binnen het genre". Volgens Sub Pop had de band "een hunk-achtige leadzanger en fuseerde het Led Zeppelin met de Butthole Surfers". De Butthole Surfers' mix van punk, heavy metal en noiserock was van grote invloed op Soundgardens eerste werken. Soundgarden was evenals de andere eerste grungebands beïnvloed door Britse postpunkbands als Gang of Four en Bauhaus. Soundgarden verbreedde haar muzikale horizon met hun latere werken. Op Superunknown uit 1994 liet de band meer pop en psychedelische invloeden toe in hun muziek. Als bandlid van Soundgarden werd Chris Cornell bekend om zijn enorm stembereik en zijn duistere, existentialistische songteksten.

## Nalatenschap
Soundgarden was een van de eerste bands van de muziek-scene van Seattle in de jaren tachtig en wordt beschouwd als een van de grondleggers van het genre grunge. De ontwikkeling van het onafhankelijke platenlabel Sub Pop is nauw verwant aan Soundgarden, gezien Sub Pops mede-oprichter Jonathan Poneman Soundgardens eerste uitgaves financierde en de successen van de band leidden tot de groei van Sub Pop tot volwaardig platenlabel. Nirvana-frontman Kurt Cobain was een fan van Soundgardens vroege werken en men zegt dat Soundgardens betrokkenheid bij Sub Pop voor Cobain een reden was om met Nirvana te tekenen bij het label. Soundgarden was de eerste grungeband die tekende bij een groot label toen de band een contract sloot met A&M Records in 1989. Desondanks boekte Soundgarden geen aanvankelijke successen en wist de band enkel door telkens nieuwe albums uit te brengen hogere verkoopcijfers te realiseren en een breder publiek aan te spreken.

Over Soundgardens nalatenschap zei Chris Cornell in 2007:
"Ik vind [...] dat Soundgarden de beste platen maakte in de scene. Ik vind dat wij het meest gewaagd en experimenteel waren en het genre het meest verrijkten en daar ben ik echt heel trots op. En dat is denk ik waarom ik enige angst heb voor een mogelijke reünie. Ik weet niet wat het zou betekenen. Ik heb denk ik gewoon een bepaald beeld van hoe we waren en ik had waarschijnlijk een boel angsten tijdens de Soundgarden-periode. Dat hadden we allemaal, want het was een verantwoordelijkheid en het was een belangrijke band, die we niet wilden verknallen. En dat is ons gelukt, wat ik een geweldige prestatie vind."
Soundgarden is geprezen voor hun technische muzikale capaciteiten en de verrijking van hun sound in de loop van hun bestaan. "Heavy maar hemels, krachtig maar altijd beheerst; Soundgardens muziek was een schets van tegenstellingen", zei Henry Wilson van Hit Parader. Volgens Wilson is de bands muziek "een geniaal overzicht van technisch vermogen, dat getemperd werd door oprechte emoties". Soundgarden is een van de bands die het ontstaan van alternatieve metal wordt toegedicht. Volgens Stephen Thomas Erlewine van Allmusic "gaf Soundgarden heavy metal een plek binnen de alternatieve rock". Ben Ratliff van Rolling Stone omschreef Soundgarden als "stamvaders van de stonerrock" in de jaren negentig. De band beïnvloedde een groot aantal bands, variërend van The Dillinger Escape Plan tot Evanescence.

## Bandleden
- Chris Cornell – zang, gitaar (1984-1997, 2010-2017)
- Kim Thayil – gitaar (1984-1997, 2010-2019)
- Matt Cameron – drums (1986-1997, 2010-2019)
- Ben Shepherd – basgitaar (1990-1997, 2010-2019)

### Voormalige bandleden
- Scott Sundquist – drums (1985–1986)
- Hiro Yamamoto – basgitaar (1984–1989)
- Jason Everman – basgitaar (1989–1990)

## Discografie

### Livealbum
- Live on I-5 (2011, A&M)

### Compilatiealbums
- Screaming Life/Fopp (1990, Sub Pop)
- A-Sides (1997, A&M)
- Telephantasm (2010, A&M)

### Ep's
- Screaming Life (1987, Sub Pop)
- Fopp (1988, Sub Pop)
- Loudest Love (1990, A&M)
- Satanoscillatemymetallicsonatas (SOMMS) (1992, A&M)
- Songs from the Superunknown (1995, A&M)

### Video's
- Louder Than Live (1990, A&M)
- Motorvision (1992, A&M)

### Singles
- "Hunted Down" (1987, Sub Pop)
- "Flower" (1989, SST)
- "Loud Love" (1989, A&M)
- "Hands All Over" (1990, A&M)
- "Room a Thousand Years Wide" (1990, Sub Pop)
- "Jesus Christ Pose" (1991, A&M)
- "Outshined" (1991, A&M)
- "Rusty Cage" (1992, A&M)
- "Spoonman" (1994, A&M)
- "The Day I Tried to Live" (1994, A&M)
- "Black Hole Sun" (1994, A&M)
- "My Wave" (1994, A&M)
- "Fell on Black Days" (1994, A&M)
- "Pretty Noose" (1996, A&M)
- "Burden in My Hand" (1996, A&M)
- "Blow Up the Outside World" (1996, A&M)
- "Rhinosaur" (1997, A&M)
- "Bleed Together" (1997, A&M)
- "Black Rain" (2010, A&M)

## Hitlijsten

### Albums
| Album met eventuele hitnotering(en) in de Nederlandse Album Top 100 | Datum van verschijnen | Datum van binnenkomst | Hoogste positie | Aantal weken | Opmerkingen   |
| ------------------------------------------------------------------- | --------------------- | --------------------- | --------------- | ------------ | ------------- |
| Ultramega OK                                                        | 31-10-1988            | -                     | -               | -            |               |
| Louder Than Love                                                    | 05-09-1989            | -                     | -               | -            |               |
| Badmotorfinger                                                      | 08-10-1991            | -                     | -               | -            |               |
| Superunknown                                                        | 08-03-1994            | 19-03-1994            | 14              | 55           |               |
| Down on the upside                                                  | 10-05-1996            | 01-06-1996            | 12              | 9            |               |
| Telephantasm                                                        | 24-09-2010            | 02-10-2010            | 97              | 1            | Verzamelalbum |
| King animal                                                         | 2012                  | 17-11-2012            | 24              | 3            |               |

### Singles
| Single met eventuele hitnotering(en) in de Nederlandse Top 40 | Datum van verschijnen | Datum van binnenkomst | Hoogste positie | Aantal weken | Opmerkingen                 |
| ------------------------------------------------------------- | --------------------- | --------------------- | --------------- | ------------ | --------------------------- |
| Spoonman                                                      | 15-02-1994            | 02-04-1994            | tip3            | -            | Nr. 37 in de Single Top 100 |
| Black Hole Sun                                                | 05-1994               | 02-07-1994            | 31              | 6            | Nr. 31 in de Single Top 100 |
| Fell on Black Days                                            | 01-05-1995            | 25-02-1995            | tip13           | -            | Nr. 45 in de Single Top 100 |

### NPO Radio 2 Top 2000
| Nummer met noteringen in de NPO Radio 2 Top 2000 | '11 | '12 | '13 | '14 | '15 | '16 | '17 | '18 | '19 | '20 | '21 | '22 | '23 | '24 |
| ------------------------------------------------ | --- | --- | --- | --- | --- | --- | --- | --- | --- | --- | --- | --- | --- | --- |
| Black Hole Sun                                   | 849 | 469 | 418 | 539 | 605 | 425 | 193 | 261 | 300 | 344 | 359 | 343 | 372 | 338 |

1. ↑  Een vetgedrukt getal geeft de hoogste notering aan.
2. ↑  2011 was het eerste jaar met een notering voor dit nummer.